# Arthur De Greef (tennista)
Arthur De Greef (Sint-Genesius-Rode, 27 marzo 1992) è un ex tennista e allenatore di tennis belga. Attivo soprattutto nei circuiti professionistici minori, ha vinto 2 tornei Challenger in singolare, mentre nel circuito ITF ne ha vinti 9 in singolare e 2 in doppio. Il suo miglior piazzamento nel ranking ATP è stato il 113º in singolare raggiunto il 19 giugno 2017. Ha fatto parte della squadra belga di Coppa Davis che è arrivata in finale nell'edizione del 2017, non riuscendo però a vincere i due incontri nei quali è stato impiegato. Ritiratosi dall'agonismo nel gennaio 2021, è subito diventato il coach della tennista belga Ysaline Bonaventure.

## Carriera da giocatore
Fa la sua prima apparizione nel 2008 vincendo un incontro di qualificazione al Mons Challenger. Inizia a giocare in pianta stabile tra i professionisti nell'agosto 2009 vincendo due incontri nel torneo ITF Belgium F1 che gli consentono di conquistare i primi due punti nel ranking. Il 4 ottobre 2009 disputa la prima finale ITF al torneo Greece F2, persa in due set contro Claudio Grassi. Subito dopo fa il suo esordio in un tabellone principale Challenger a Mons, perdendo al primo turno contro Thiago Alves. Deve aspettare fino al 29 aprile 2012 per alzare il primo trofeo da professionista, quando vince in coppia con Jeromy Inzerillo il torneo di doppio all'ITF Great Britain F6, e la settimana successiva la coppia si ripete vincendo il Great Britain F7. Il primo titolo in singolare arriva l'8 luglio 2012 nel torneo Armenia F1 battendo in finale per 6-0, 6-1 Nikoloz Basilašvili. Pochi giorni dopo vince il primo incontro in un Challenger a Bercuit. Grazie a una serie di buoni risultati nel circuito ITF, nel gennaio 2013 fa il suo ingresso nella top 300 del ranking.
Nell'aprile 2013 raggiunge la semifinale al Challenger di Barranquilla battendo nei quarti il nº 190 ATP Marco Trungelliti prima di essere eliminato in tre set da Facundo Bagnis. In agosto debutta nelle qualificazioni del Roland Garros e supera i primi due turni, perdendo in tre set quello decisivo contro il nº 116 ATP Denis Kudla. A Wimbledon perde al secondo turno di qualificazione contro Wayne Odesnik. Giunto a ridosso della top 200 nel giugno 2013, una serie di sconfitte lo spingono in settembre oltre la 300ª posizione e torna a concentrarsi sui tornei ITF. La situazione non migliora e torna a risalire la classifica dopo essere crollato in 470ª posizione nell'aprile 2014. Una serie di discreti risultati lo riporta nella top 300 e nel gennaio 2015 prende parte alle qualificazioni dell'Australian Open, uscendo al primo turno. In aprile fa la sua prima esperienza nel circuito maggiore a Casablanca, supera le qualificazioni e al primo turno ottiene uno dei successi più significativi della carriera battendo per la prima volta un top 100, il nº 62 Diego Schwartzman, con il punteggio di 4-6, 7-5, 6-4. Esce al turno successivo per mano di Aljaž Bedene.
Nel periodo che segue ottiene risultati altalenanti e torna a mettersi in luce nel gennaio 2016 al Racket Club Open di Buenos Aires arrivando per la prima volta in finale in un torneo Challenger, ma è di nuovo Facundo Bagnis che gli sbarra la strada battendolo 6-3, 6-2. In aprile perde un'altra finale Challenger a Napoli, dopo aver battuto la testa di serie nº 1 Filip Krajinović, nell'atto decisivo perde in due set da Jozef Kovalik, il risultato lo porta però per la prima volta nella top 200. Ormai impegnato quasi esclusivamente nei Challenger, vince il primo titolo di categoria il 7 agosto 2016 a Liberec, sconfiggendo in finale Steve Darcis con il punteggio di 7-6, 6-3. In ottobre perde la finale di Guayaquil contro Nicolás Kicker. Chiude il 2016 al 134º posto del ranking, dopo essere stato 131º in novembre.
Nel gennaio 2017 prende parte a Doha per la seconda volta a un torneo ATP e vince il suo secondo incontro di categoria contro Mohamed Safwat. Il 3 febbraio 2017 esordisce nella squadra belga di Coppa Davis nella sfida contro la Germania, il Belgio batte i tedeschi 4-1 e l'unica sconfitta subita è quella di De Greef, che cede in tre set al nº 22 ATP Alexander Zverev. A fine mese supera le qualificazioni a Rio de Janeiro e al primo turno batte in tre set il nº 30 ATP Pablo Cuevas, al secondo si arrende a Kicker. A fine maggio si qualifica per la prima e unica volta nel tabellone principale di uno Slam al Roland Garros e al primo turno strappa un set al nº 25 del mondo Richard Gasquet. Alla fine del torneo si trova al 113º posto della classifica ATP, che rimarrà il best ranking della sua carriera. In settembre viene schierato in doppio, in coppia con Ruben Bemelmans, nella semifinale di Coppa Davis a Bruxelles contro l'Australia; subisce una secca sconfitta ma il Belgio vince tre singolari e passa alla finale che perderà contro la Francia, alla quale De Greef non partecipa.
Nei primi mesi del 2018 riesce a superare il primo turno solo in un'occasione e si ritrova alla 289ª posizione del ranking, la serie negativa si interrompe a inizio maggio con la conquista del suo secondo trofeo Challenger a Ostrava, battendo in finale Nino Serdarušić con il punteggio di 4-6, 6-4, 6-2. In giugno perde la finale Challenger di Poprad-Tatry contro Jozef Kovalík. Nel gennaio 2019 rientra nella top 200 e torna a giocare in Davis nella sfida contro il Brasile di inizio febbraio 2019 a Uberlândia, subendo contro Thiago Monteiro la terza sconfitta nei tre incontri di Davis disputati in carriera, il Belgio passa comunque il turno superando il Brasile 3-2. In maggio raggiunge per l'ultima volta in carriera una finale Challenger a Heilbronn, perdendo in due set contro Filip Krajinović, e il mese successivo esce definitivamente dalla top 200. Dopo l'eliminazione alle qualificazioni di Wimbledon a fine giugno, De Greef resta lontano dai campi fino al gennaio 2020; al rientro non ottiene risultati di rilievo e in febbraio esce anche dalla top 300. Dopo la lunga pausa dovuta alla pandemia di COVID-19 disputa un totale di 9 incontri vincendone solo 2. Eliminato al primo turno di qualificazione dell'Australian Open 2021, annuncia il ritiro dall'attività agonistica a soli 28 anni dichiarando di essere stanco della vita frenetica del tennista professionista.

## Dopo il ritiro
Subito dopo il ritiro annuncia di avere iniziato ad allenare la connazionale Ysaline Bonaventure. Fa inoltre sapere che intende dedicarsi al tennis club acquistato l'anno prima insieme al padre a Géronsart, un borgo belga nei pressi di Couvin, a qualche chilometro dalla frontiera francese.

## Statistiche

### Tornei Challenger

#### Singolare

##### Titoli (2)
| Numero | Data          | Torneo                           | Superficie  | Avversario in finale | Punteggio     |
| 1.     | 7 agosto 2016 | Liberec Open, Liberec            | Terra rossa | Steve Darcis         | 7-6(4), 6-3   |
| 2.     | 6 maggio 2018 | Ostrava Open Challenger, Ostrava | Terra rossa | Nino Serdarušić      | 4-6, 6-4, 6-2 |

##### Finali perse (5)
| Numero | Data            | Torneo                                    | Superficie  | Avversario in finale | Punteggio |
| 1.     | 17 gennaio 2016 | Racket Club Open, Buenos Aires            | Terra rossa | Facundo Bagnis       | 3-6, 2-6  |
| 2.     | 10 aprile 2016  | Tennis Napoli Cup, Napoli                 | Terra rossa | Jozef Kovalík        | 3-6, 2-6  |
| 3.     | 6 novembre 2016 | Challenger Ciudad de Guayaquil, Guayaquil | Terra rossa | Nicolás Kicker       | 3-6, 2-6  |
| 4.     | 23 giugno 2018  | Poprad-Tatry ATP Challenger Tour, Poprad  | Terra rossa | Jozef Kovalík        | 4-6, 0-6  |
| 5.     | 19 maggio 2019  | Heilbronner Neckarcup, Heilbronn          | Terra rossa | Filip Krajinović     | 3-6, 1-6  |